# Pond Inlet

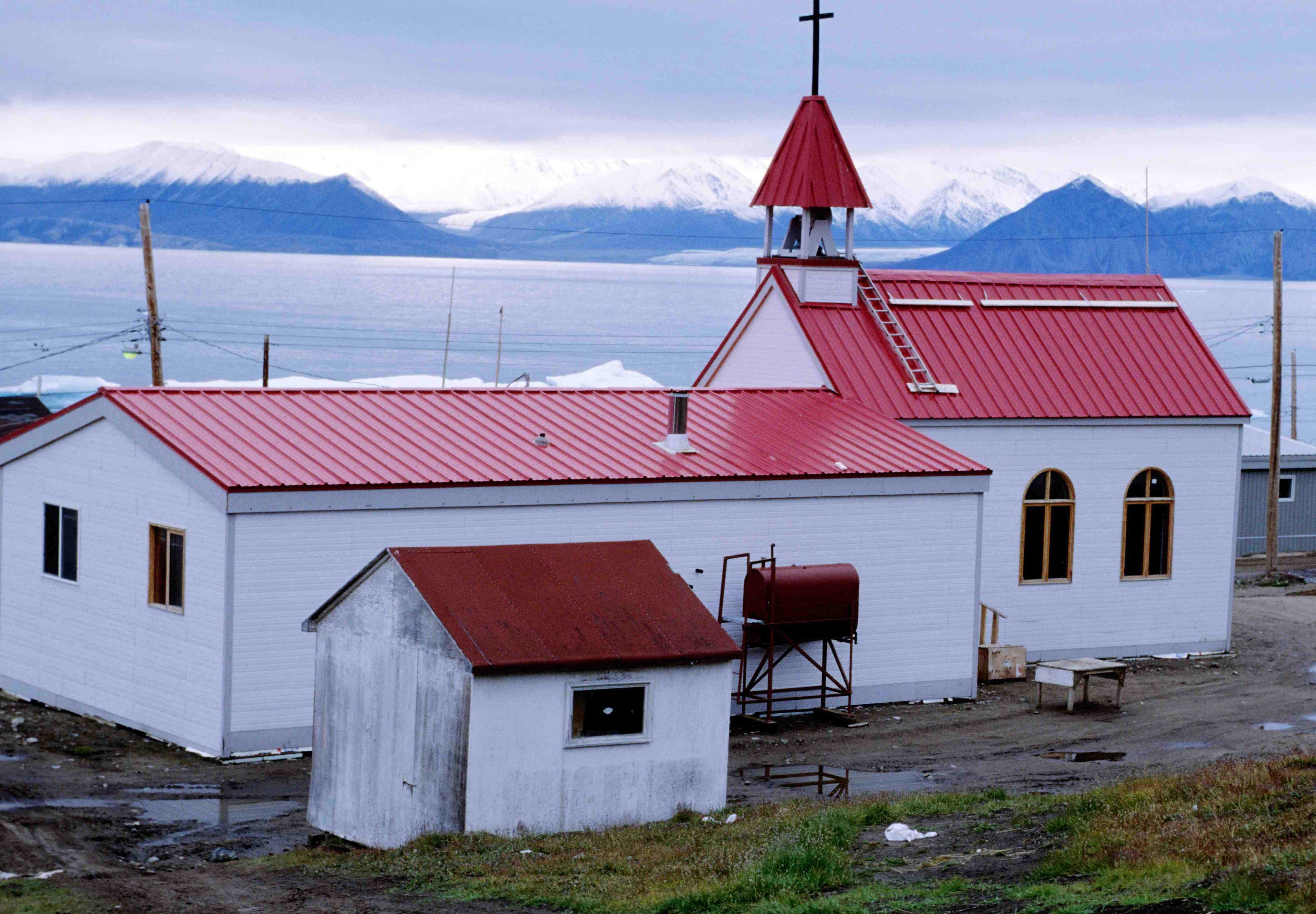
Église catholique de Pond Inlet

Pond Inlet (en inuktitut : ᒥᑦᑎᒪᑕᓕᒃ, Mittimatalik, soit « lieu d'atterrissage », en référence à un rocher où les goélands atterrissaient et d'où ils allaient pêcher) est la troisième ville du territoire autonome du Nunavut, au Canada. Elle se situe sur l'île de Baffin.

## Géographie
La communauté à prédominance Inuit compte 1 315 habitants selon le recensement de 2006, soit une augmentation de 7,8 % par rapport à celui de 2001. Il s'agit du plus grand des quatre villages situés au nord du 72e parallèle. Pond Inlet fut nommée en 1818 par l'explorateur John Ross en l'honneur de John Pond, un astronome britannique.
Pond Inlet est majoritairement desservie par des liaisons aériennes avec une correspondance à Iqaluit, la capitale du Nunavut. Les eaux sont libres de glaces pendant en moyenne trois mois et demi par année, ce qui permet aux bateaux de croisière d'y faire escale et au marchandises lourdes d'y être acheminées. La distance à partir de Montréal étant de 2 500 km, le prix des produits y est beaucoup plus élevé que dans le sud du pays.
Comme la communauté ne s'étend que sur une longueur de 2,5 km, les motoneiges et les quads constituent les principaux modes de transport. La décentralisation entreprise par le gouvernement du Nunavut et les nouvelles opportunités économiques ont entraîné une augmentation du nombre de véhicules.

## Administration et économie
Le gouvernement canadien étant le plus grand employeur, son économie est axée sur les services. Quelques petites entreprises du secteur privé y desservent la communauté et les touristes, qui sont de plus en plus nombreux à s'y aventurer chaque année.
Considérée par plusieurs comme une destination de choix, elle offre à ses visiteurs une vue sur les montagnes environnantes, que l'on peut apercevoir de toutes les directions. Les icebergs sont habituellement accessibles à pied, ou en effectuant un court trajet à motoneige en hiver. Étant donné sa position septentrionale, on y trouve des dizaines de glaciers, des grottes de glace explorables et un littoral formé de grandes baies.

## Faune
Le caribou de la toundra, le phoque annelé, le narval (surnommé la licorne des mers) et l'ours polaire ne sont que quelques-unes des espèces qui composent la faune sauvage de cette région du Nord canadien. Le tout nouveau parc national Sirmilik, situé à proximité, porte le nom d'un glacier que l'on peut contempler à partir du nord de la communauté sur l'île Bylot.

## Démographie
| 2001  | 2006  | 2011  | 2016  |
| ----- | ----- | ----- | ----- |
| 1 220 | 1 315 | 1 549 | 1 617 |

## Climat
| Mois                                  | jan.       | fév.       | mars     | avril      | mai        | juin      | jui.      | août      | sep.       | oct.       | nov.     | déc.       | année           |
| ------------------------------------- | ---------- | ---------- | -------- | ---------- | ---------- | --------- | --------- | --------- | ---------- | ---------- | -------- | ---------- | --------------- |
| Température minimale moyenne (°C)     | −36,7      | −37,1      | −33,6    | −26,1      | −13,2      | −0,6      | 2,7       | 1,7       | −3,4       | −12,9      | −25,2    | −31,8      | −18             |
| Température moyenne (°C)              | −33,4      | −33,7      | −30      | −21,9      | −9,3       | 2,4       | 6,6       | 4,8       | −0,8       | −9,7       | −21,7    | −28,2      | −14,6           |
| Température maximale moyenne (°C)     | −30        | −30,2      | −26,2    | −17,6      | −5,3       | 5,2       | 10,5      | 7,8       | 1,8        | −6,4       | −17,8    | −24,5      | −11,1           |
| Record de froid (°C) date du record   | −49,8 1982 | −53,9 1979 | −49 1982 | −40,2 1983 | −28,4 1983 | −14 1986  | −6,1 1986 | −6,1 1976 | −16,4 1982 | −30,1 1978 | −42 1997 | −45,5 1979 | −53,9 12/2/1979 |
| Record de chaleur (°C) date du record | 3,7 1977   | −3,3 1986  | 0 1980   | 3,9 1975   | 12,1 1985  | 15,5 1989 | 22 1991   | 19 2006   | 11,9 1985  | 6,5 1994   | 2 1995   | −1 2003    | 22 11/7/1991    |
| Ensoleillement (h)                    | 0          | 0          | 177      | 301,7      | 353,7      | 330,4     | 359,6     | 192,1     | 90,2       | 39,3       | 0        | 0          | 1 844           |
| Précipitations (mm)                   | 4,8        | 3,8        | 6,6      | 10,5       | 9,4        | 15,6      | 32        | 38,8      | 19,9       | 25,1       | 13,7     | 8,9        | 189             |
| dont neige (cm)                       | 5,8        | 5          | 8,6      | 12,7       | 14,3       | 4,4       | 0,4       | 2,8       | 13,7       | 33,8       | 17,9     | 12,6       | 131,9           |
| Nombre de jours avec précipitations   | 4,6        | 4,1        | 6,5      | 6,2        | 6,2        | 5,9       | 8         | 9,9       | 7,9        | 11,7       | 8,2      | 7,4        | 86,7            |
| Humidité relative (%)                 | 65,3       | 65,3       | 65       | 70,4       | 78,1       | 75,8      | 71,6      | 75,1      | 77         | 80,3       | 72,5     | 67,6       | 72              |
| Nombre de jours avec neige            | 4,6        | 4,2        | 6,6      | 6,1        | 6,2        | 2,1       | 0,16      | 1         | 5,3        | 11,5       | 8,2      | 7,4        | 63,3            |

| Diagramme climatique                                  |               |               |                |              |             |           |            |             |               |                |               |
| J                                                     | F             | M             | A              | M            | J           | J         | A          | S           | O             | N              | D             |
| −30−36,74,8                                           | −30,2−37,13,8 | −26,2−33,66,6 | −17,6−26,110,5 | −5,3−13,29,4 | 5,2−0,615,6 | 10,52,732 | 7,81,738,8 | 1,8−3,419,9 | −6,4−12,925,1 | −17,8−25,213,7 | −24,5−31,88,9 |
| Moyennes : • Temp. maxi et mini °C • Précipitation mm |               |               |                |              |             |           |            |             |               |                |               |

## Personnalité liée
- Ruben Komangapik (né 1976), bijoutier, sculpteur, métallurgiste, et artiste.